# Jo Schouwenaar-Franssen
Pour les articles homonymes, voir Franssen.
Johanna Schouwenaar-Franssen, dite Jo Schouwenaar-Franssen, née le 3 mai 1909 à Rotterdam (Pays-Bas) et morte le 24 décembre 1995 à Bilthoven (Pays-Bas), est une femme politique néerlandaise. Membre du Parti populaire pour la liberté et la démocratie (VVD), elle est sénatrice de 1956 à 1963 puis de 1966 à 1971, députée européenne de 1961 à 1963 et ministre des Affaires sociales de 1963 à 1965.

## Biographie

### Famille, études et carrière professionnelle
Fille de Cornelis Johannes Franssen (1884-1959), professeur, et de Geertruida Gezina Smith (vers 1881-1964), Johanna Frederika Franssen étudie au Gymnasium Haganum puis rejoint l'université de Leyde, dont elle sort diplômée en 1931. Durant sa scolarité, elle devient l'amie de la princesse Juliana,.
Johanna Franssen enseigne les langues classiques au lycée de La Haye puis au Gymnasium Erasmianum (en) de Rotterdam. Pendant la Seconde Guerre mondiale, elle cache une dizaine de personnes. En 1945, elle épouse Arie Jan Schouwenaar, officier de marine et futur député, avec qui elle a trois enfants,.

### Carrière politique
Johanna Schouwenaar-Franssen adhère au Parti de la liberté (PvdV) puis à son successeur, le Parti populaire pour la liberté et la démocratie (VVD). Entre 1946 et 1949, elle est conseillère municipale de Rotterdam. De 1947 à 1953, elle est présidente de l'Association néerlandaise des femmes diplômées des universités (nl) (VVAO). Elle est aussi vice-présidente de la Fédération internationale des femmes diplômées des universités jusqu'en 1956.
Au début des années 1950, elle s'installe avec sa famille à Bilthoven, où elle enseigne. Entre 1956 et 1959, elle est présidente du Comité néerlandais des femmes (NVC), un organisme regroupant des associations de femmes néerlandaises impliqué dans la vie politique nationale. Jo Schouwenaar-Franssen est alors proche de Marga Klompé, la première femme ministre de l'histoire des Pays-Bas, mais dont la notoriété l'éclipsera dans la suite de sa carrière. En 1956, elle est élue sénatrice. En 1961, elle devient députée européenne ; dans le cadre de ses fonctions, elle rédige un rapport sur l'égalité des salaires hommes-femmes,.

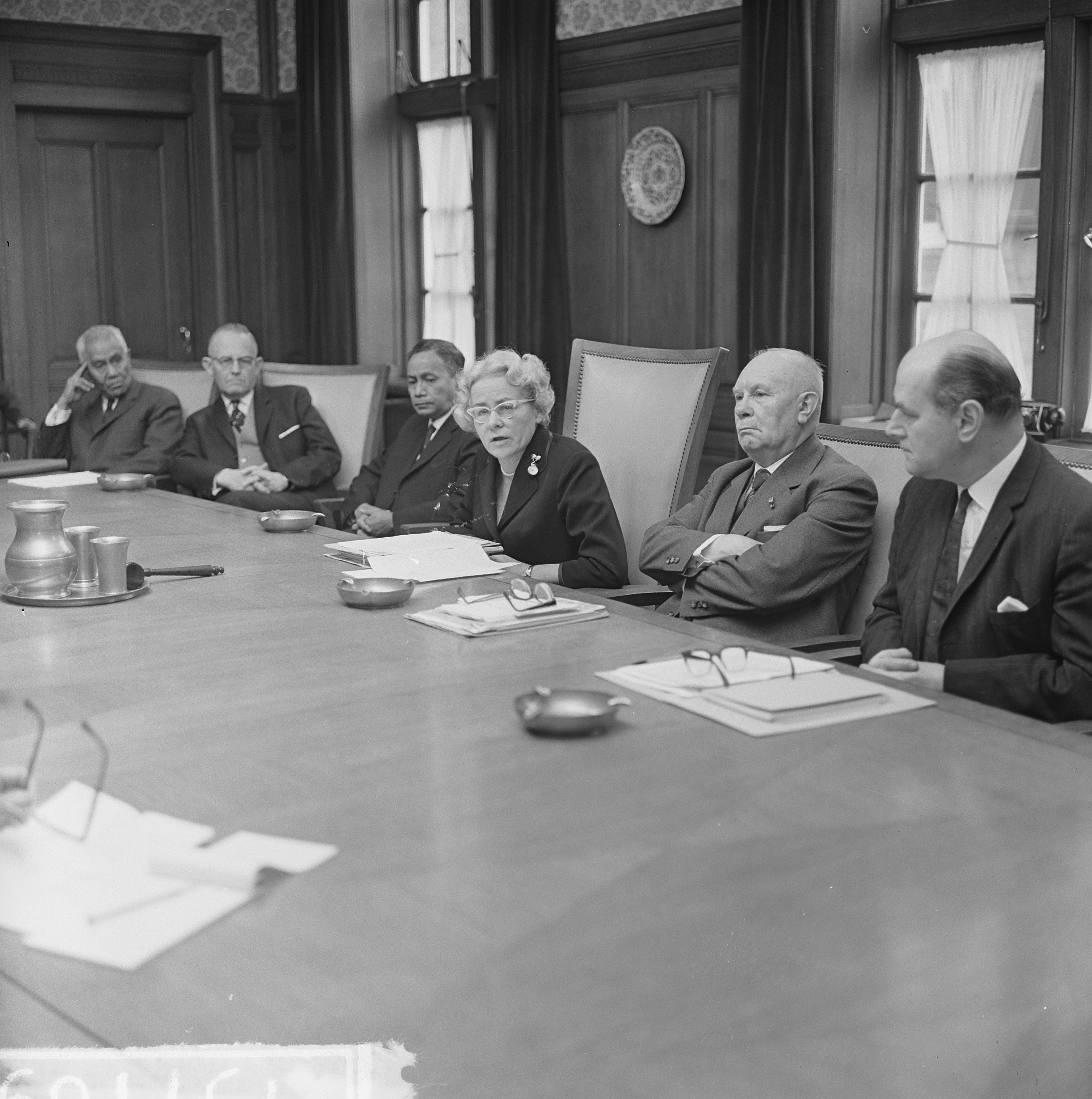
Jo Schouwenaar-Franssen prenant la parole lors d'une réunion, en novembre 1963.

Son mari meurt en 1962. En juillet 1963, Jo Schouwenaar-Franssen devient ministre des Affaires sociales dans le gouvernement de Victor Marijnen, succédant à Marga Klompé. Elle crée un comité d'aide aux travailleurs étrangers et prépare un projet de loi concernant les caravanes tsiganes. Elle quitte ses fonctions ministérielles en 1965, redevenant sénatrice de 1966 à 1971 ; elle est aussi conseillère municipale de De Bilt jusqu'en 1970 et cadre du VVD. Au sein de son parti, elle s'oppose notamment à la nomination de Haya van Someren comme présidente.
Redevenue enseignante en 1971, elle meurt en 1995 à Bilthoven,.

## Décorations
- 1965 : grand officier de l'ordre d'Orange-Nassau[1]
- 1971 : commandeur de l'ordre du Lion néerlandais (chevalier en 1968)